# Picture This (2025)
Picture This är en brittisk romantisk komedifilm, som hade premiär den 6 mars 2025 på Prime Video. Filmen är regisserad av Prarthana Mohan, efter ett manus skrivet av Nikita Lalwani, Nathan Ramos-Park och Shuang Hu.

## Handling
Filmen handlar om fotografen Pia som får en förutsägelse: sann kärlek väntar på hennes nästa fem dejter.

## Rollista (i urval)
- Simone Ashley – Pia
- Anoushka Chadha – Sonal
- Hero Fiennes Tiffin – Charlie
- Luke Fetherston – Jay
- Sindhu Vee – Laxmi
- Phil Dunster
- Nikesh Patel
- Adil Ray
- Kulvinder Ghir
- Asim Chaudhry